# Comté de Mount Marshall
Le Comté de Mount Marshall est une zone d'administration locale à l'est de l'Australie-Occidentale en Australie. Le comté est situé à 80 kilomètres au nord-nord-ouest de Merredin et environ 300 kilomètres au nord-est de Perth, la capitale de l'État.
Le centre administratif du comté est la ville de Bencubbin.
Le comté est divisé en un certain nombre de localités :
- Beacon
- Bencubbin
- Gabbin
- Welbungin
- Wialki

Le comté a sept conseillers locaux et est divisé en sept circonscriptions.